# Berndorf bei Salzburg
Berndorf bei Salzburg é um município da Áustria, situado no distrito de Salzburg-Umgebung, no estado de Salzburgo. Tem 14,47 km² de área e sua população em 2019 foi estimada em 1.713 habitantes.